# Kanton Tulle-Urbain-Nord
Der Kanton Tulle-Urbain-Nord war von 1982 bis 2015 ein französischer Wahlkreis im Arrondissement Tulle, im Département Corrèze und in der damaligen Region Limousin. Er umfasste einen Teil der Stadt Tulle. Die landesweiten Änderungen in der Zusammensetzung der Kantone brachten im März 2015 seine Auflösung.